# Carolina Reaper

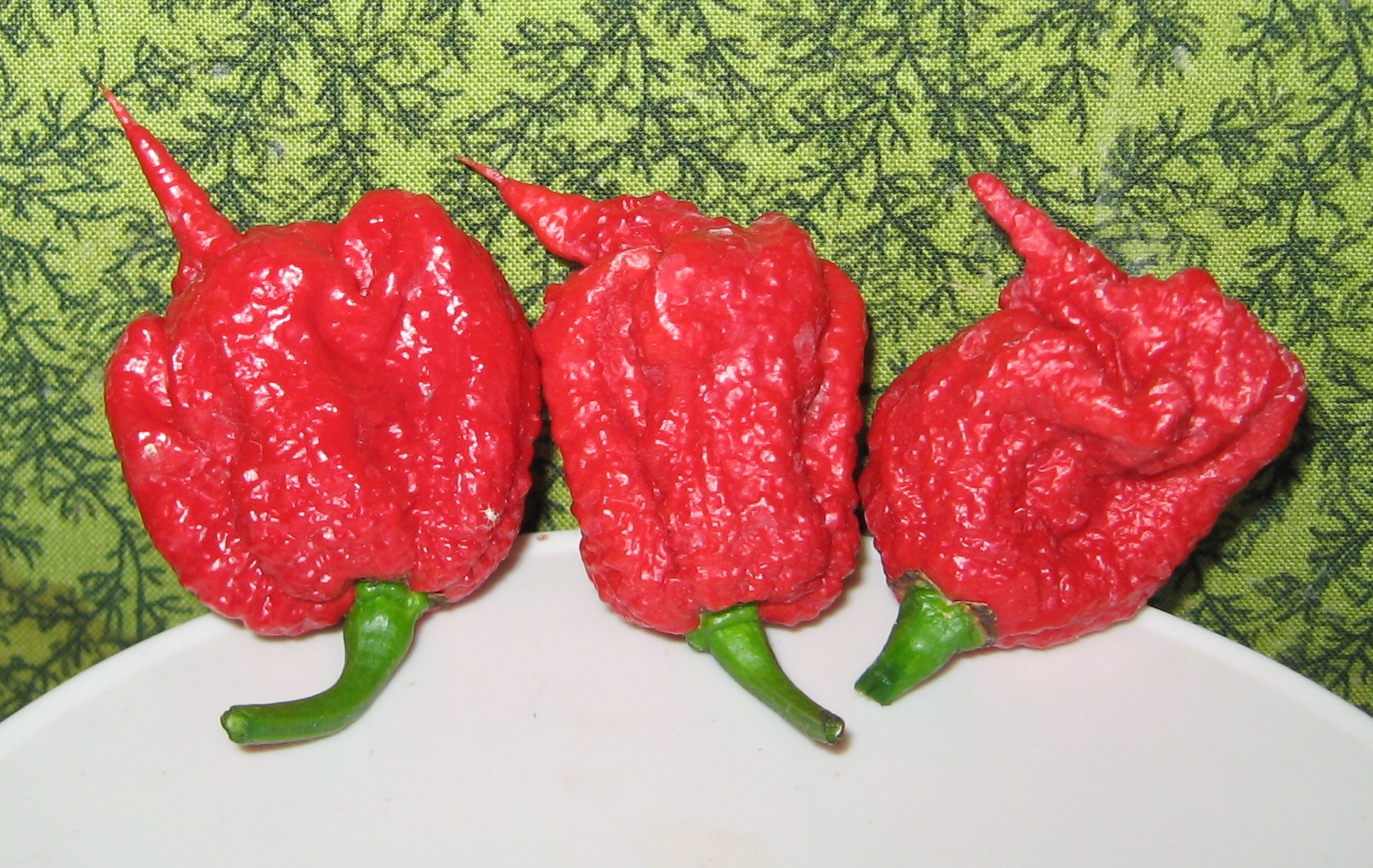
Chili-Schoten der Zuchtform Carolina Reaper

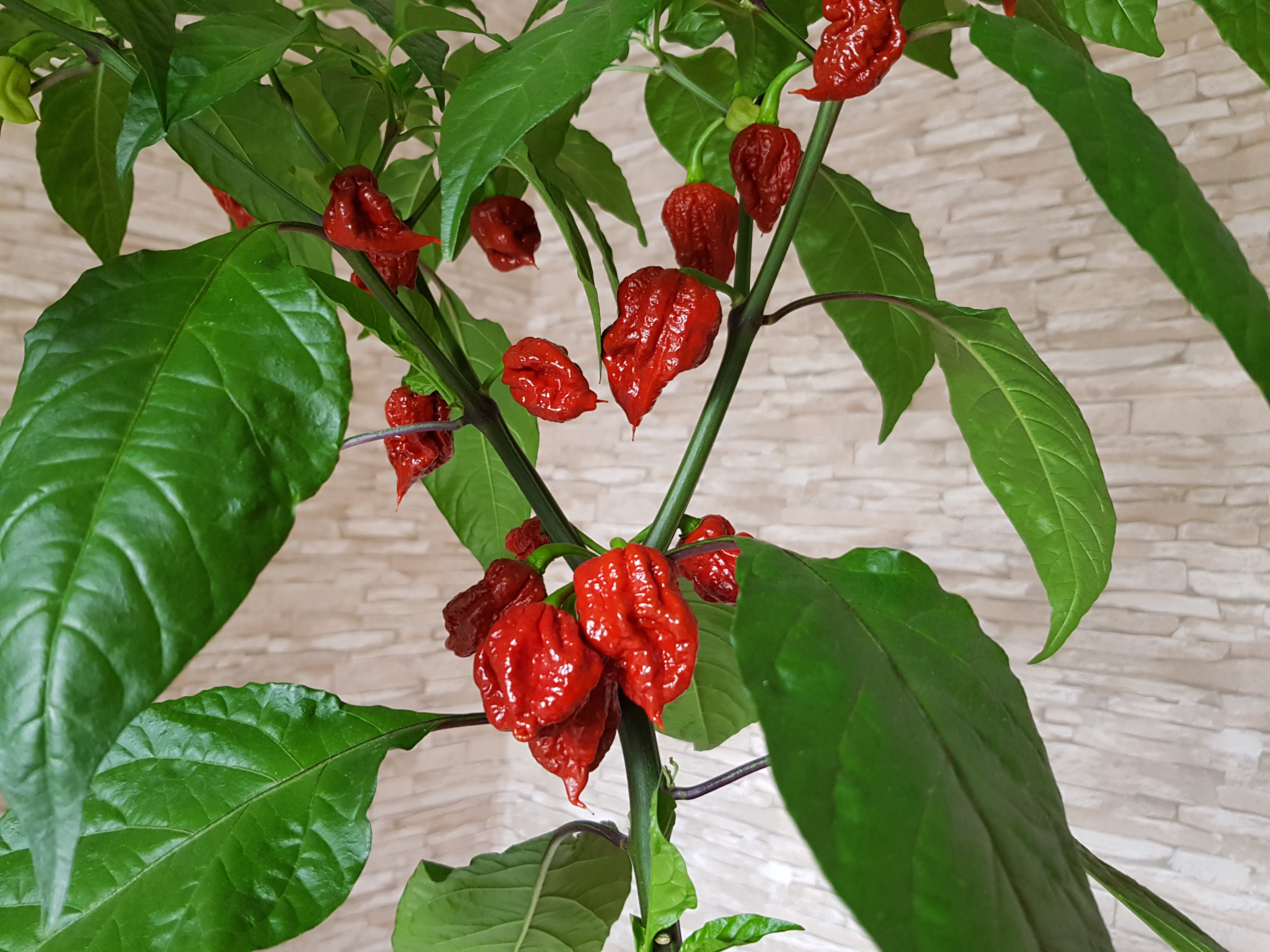
Carolina-Reaper-Pflanze mit ausgebildeten und reifen Schoten

Die Carolina Reaper ist eine Zuchtform der Paprika-Art Capsicum chinense. Im November 2013 erhielt diese Sorte den Eintrag im Guinness-Buch der Rekorde als schärfste Chili-Sorte der Welt und verdrängte damit den zuvorigen Spitzenreiter Trinidad Moruga Scorpion vom ersten Platz. Der gemessene Spitzenwert der Carolina Reaper lag bei über 2,4 Millionen Scoville, der errechnete Durchschnittswert lag bei 1,6 Millionen Scoville. 10 Jahre später wurde Carolina Reaper von der Züchtung Pepper X als schärfste Chilisorte abgelöst.

## Beschreibung
Die ursprüngliche Bezeichnung HP22B steht für High Power, Topf 22, Pflanze B und wurde von ihrem Züchter Ed Currie der PuckerButt Pepper Company in Fort Mill, South Carolina, vergeben. Welche Sorten die Eltern sind, ist nicht bekannt, jedoch werden in verschiedenen Quellen eine Naga-Variante aus Pakistan und eine karibische Habanero erwähnt.

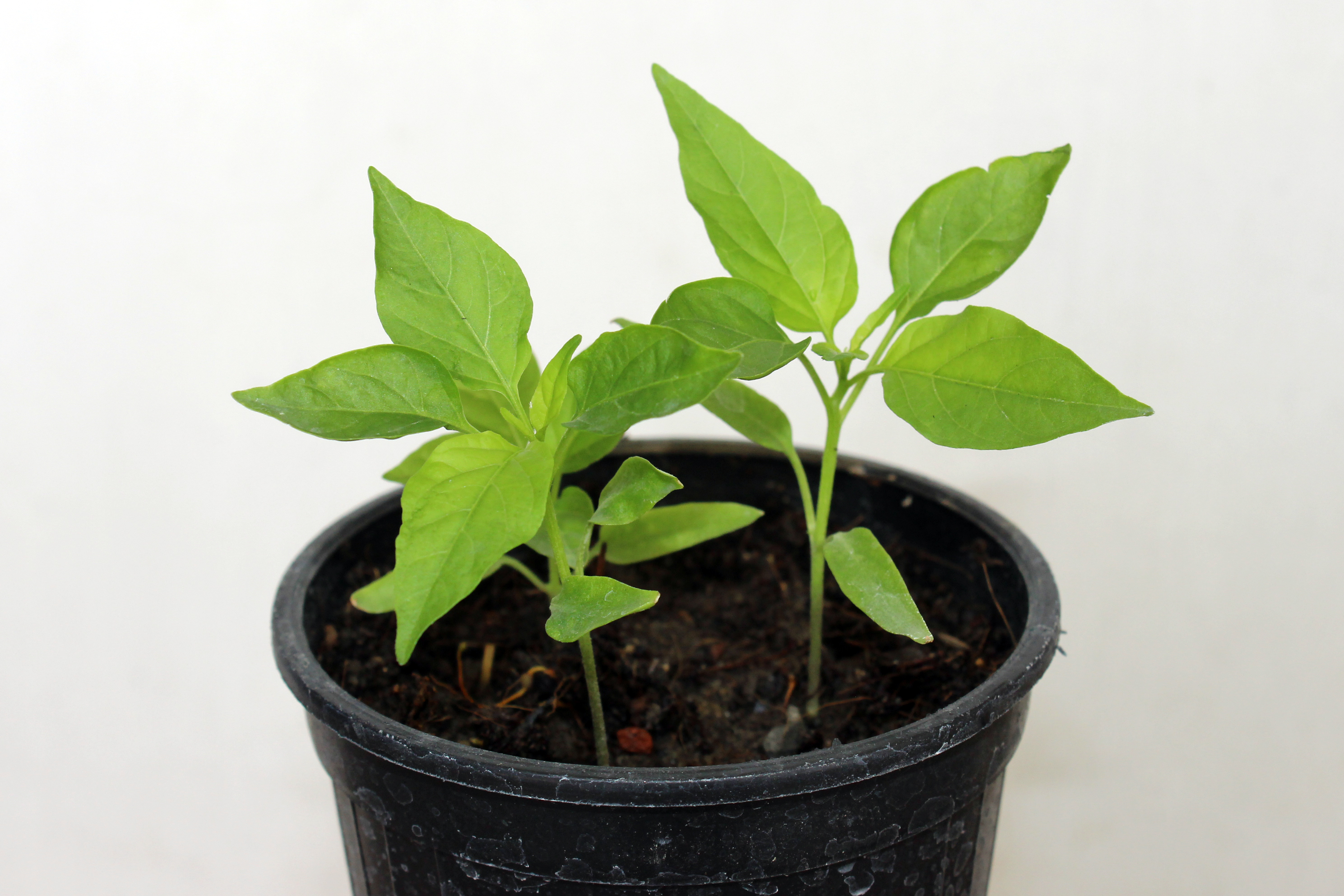
Carolina Reaper, 30 Tage alte Sämlinge

## Gesundheitliche Risiken
Eine gesundheitsfördernde Wirkung scharfer Lebensmittel gilt mittlerweile als erwiesen, wie die IKK in ihrem Internetauftritt ausführt. Dennoch warnt sie im selben Beitrag, beim Verzehr extrem scharfer Lebensmittel bestehe prinzipiell die Gefahr von Überreaktionen wie Schwindel, Übelkeit bis hin zu Kreislaufproblemen. Im April 2018 wurde ein 34-Jähriger in New York nach der Teilnahme an einem Chiliwettessen mit Carolina Reaper stationär eingeliefert, da er über extreme Kopfschmerzen klagte. Dieses reversible zerebrale Vasokonstriktionssyndrom geht auf das Verengen bestimmter Arterienbereiche im Gehirn zurück. Dies ist der erste bekannte Fall, in dem die Donnerschlagkopfschmerzen – so bezeichnet, da sie in Sekundenbruchteilen wie bei einem Hammerschlag auftreten – im Zusammenhang mit Chilikonsum auftraten.
Im Jahr 2023 nahm die amerikanische Firma Paqui die mit Carolina Reaper gewürzte Chipssorte One Chip Challenge vom Markt. Ein 14-jähriger Junge war nach dem Verzehr eines Chips gestorben.